# Sierra Negra (Ecuador)
Sierra Negra es el nombre que recibe un extenso volcán en escudo en el extremo suroriental de la isla Isabela en el archipiélago de las Galápagos, Ecuador que se eleva a una altitud de 1124 metros sobre el nivel del mar. se une con el volcán de Cerro Azul hacia el oeste y hacia el norte con el de Alcedo. Es uno de los volcanes más activos de Galápagos con la erupción más reciente en 2016 en el mes de diciembre y en junio del 2018. Hay extensos flujos de lava entre la Sierra Negra y la ciudad de Puerto Villamil.

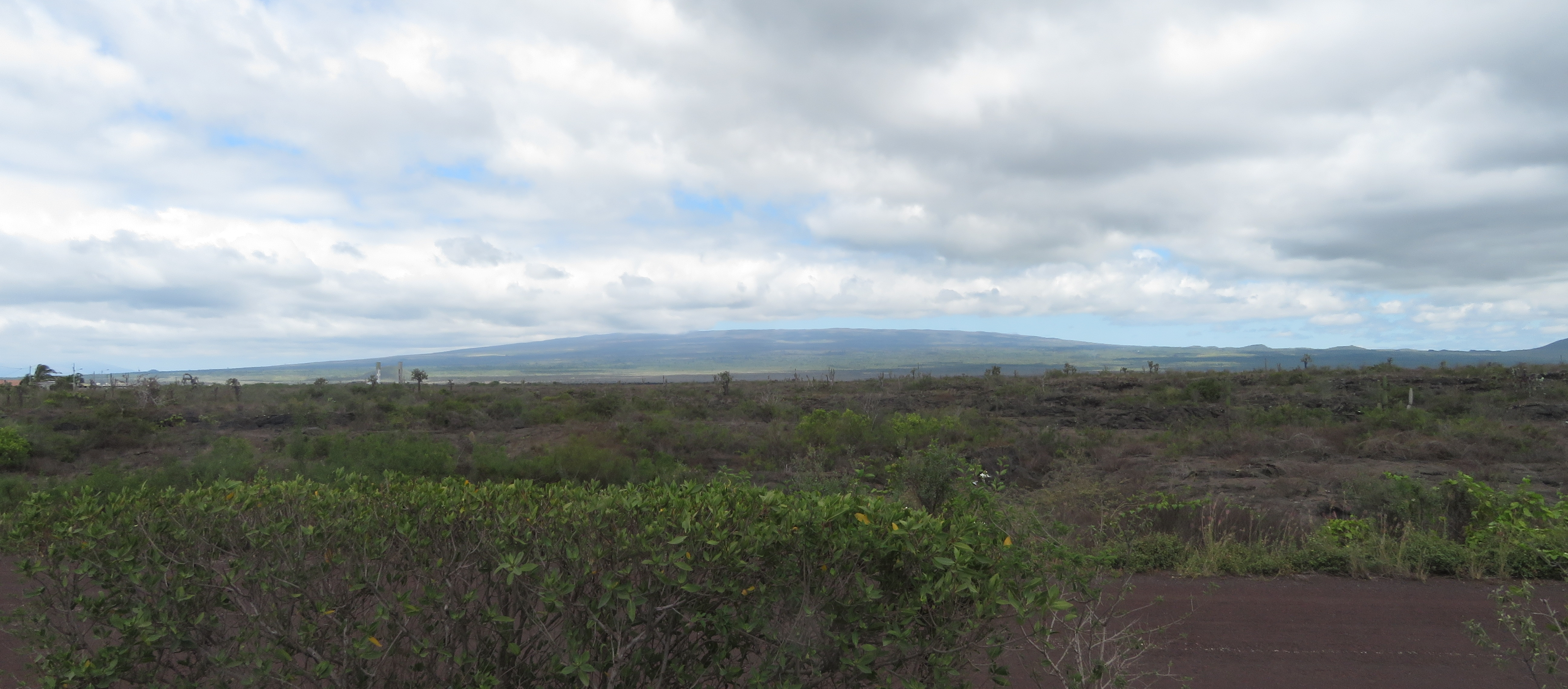
Vista de Puerto Villamil hacia la Sierra Negra

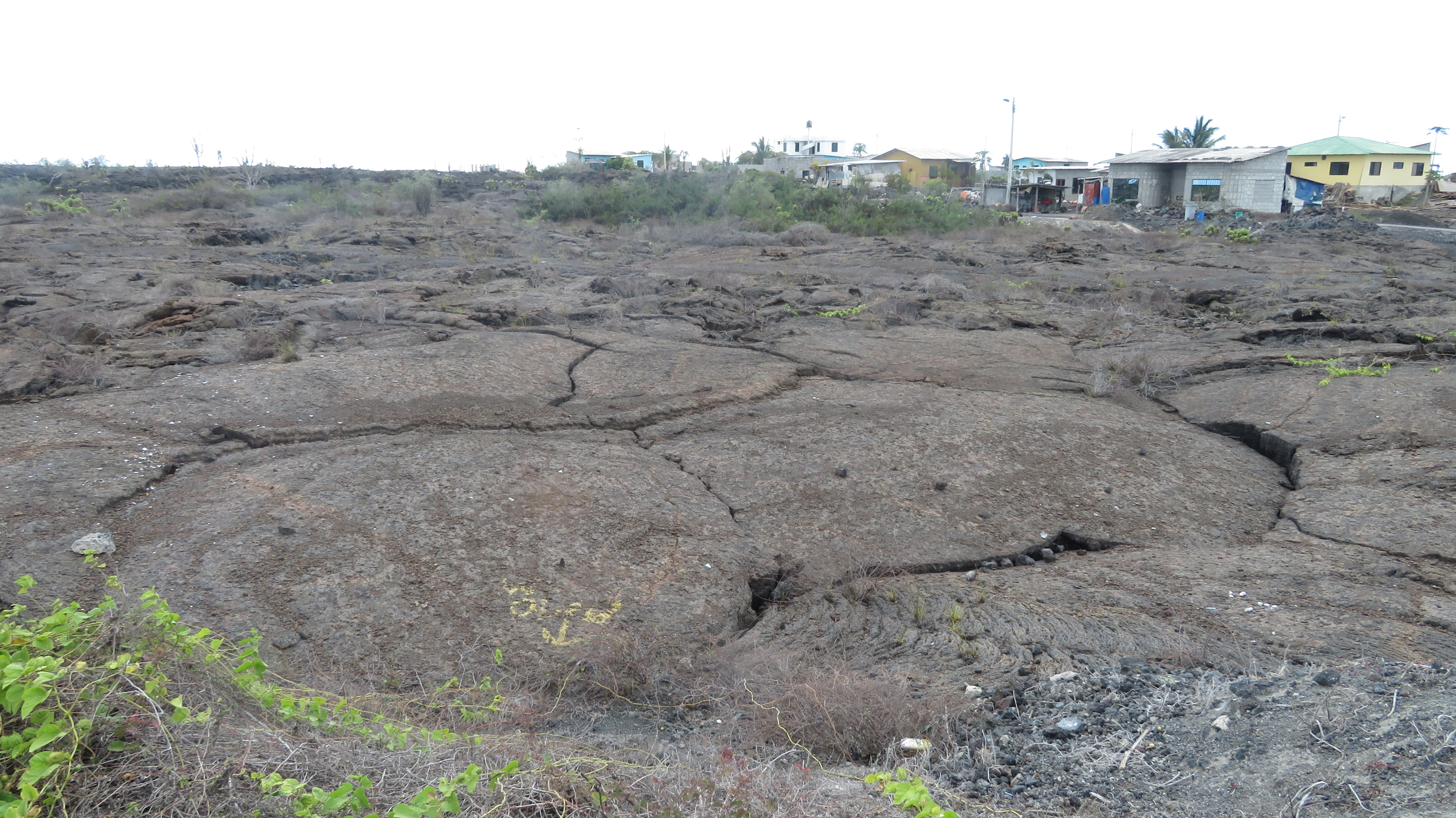
Flujos de lava cerca de Puerto Villamil

La superficie de Sierra Negra y sus volcanes vecinos están cubiertos por lavas jóvenes, agregando dificultad para el conocimiento exacto de su formación. Una estimación basada en el volumen (588 km³) y los tipos de erupciones sugieren que la Sierra Negra posee unos 535.000 años de edad.